# Pinus echinata
Pinus echinata oder die Fichtenkiefer ist ein immergrüner Nadelbaum aus der Gattung der Kiefern (Pinus) mit meist 6 bis 11 Zentimeter langen, meist in Zweier- oder Dreiergruppen angeordneten Nadeln und 4 bis 7 Zentimeter langen Samenzapfen. Das natürliche Verbreitungsgebiet liegt im Südosten der Vereinigten Staaten. Die Art ist nicht gefährdet und ein wirtschaftlich wichtiger Holzlieferant, wird jedoch kaum gärtnerisch genutzt.

## Beschreibung

### Erscheinungsbild
Pinus echinata wächst als immergrüner, 35 bis 40 Meter hoher Baum mit einem Brusthöhendurchmesser von bis zu 160 Zentimetern. Der höchste bekannte Baum wurde 1980 mit einer Höhe von 42 Metern und einem Stammdurchmesser von 1,1 Metern vermessen. Die Stammborke ist dunkelbraun, leicht harzig und zerbricht in unregelmäßig rechteckige Platten. Die Krone ist ei- bis kuppelförmig. Die Äste stehen waagrecht und sind besonders bei Bäumen in Wäldern dünn und kurz. Nadeltragende Zweige sind dünn und mehr oder weniger hängend. Junge Triebe sind rötlich braun, häufig bläulich überlaufen und färben sich später rotbraun bis grau. Sie sind unbehaart und nach dem Verlust der Nadeln durch bleibende Pulvini rau. Es werden ein bis vier Harzkanäle gebildet.

### Knospen und Nadeln
Die Knospen sind eiförmig bis eiförmig-zylindrisch, 5 bis 10 Millimeter lang und sehr harzig. Die Nadeln wachsen in Paaren oder zu dritt in einer 10 bis 15 Millimeter langen Nadelscheide und bleiben drei bis fünf Jahre am Baum. Sie sind gelblich grün, graugrün oder dunkelgrün, biegsam, gerade oder leicht gebogen, selten ab 5 meist 6 bis 11 und manchmal bis 12 Zentimeter lang und etwa 1 Millimeter breit. Der Nadelrand ist fein gesägt, das Ende kurz spitzig. Auf allen Nadelseiten gibt es schmale Spaltöffnungslinien.

### Zapfen und Samen
Die Pollenzapfen wachsen spiralig angeordnet in kleinen Gruppen. Sie sind zylindrisch, 15 bis 20 Millimeter lang, blass purpurn grün bis gelb und färben sich später hellbraun. Die Samenzapfen wachsen einzeln oder in Wirteln von zwei bis vier. Sie sind kurz gestielt oder beinahe sitzend, 4 bis 7 Zentimeter lang, geschlossen schmal eiförmig bis eiförmig-länglich und geöffnet breit eiförmig bis eiförmig-länglich mit abgeflachter Basis. Die 75 bis 100 selten auch 120, schaufelförmigen Samenschuppen sind dünn und holzig, unelastisch, grün und bei Reife gleichmäßig stumpf braun. Die Apophyse ist leicht erhöht und scharf quer gekielt. Der Umbo ist mit einem festen, kurzen Stachel bewehrt. Die Samen sind ellipsoid, 6 bis 7 Millimeter lang, grau und schwarz gefleckt, mit einem ähnlich gefärbten, 12 bis 15 Millimeter langen Samenflügel.

### Chromosomenzahl
Die Chromosomenzahl beträgt wie bei allen Kiefern 2n=24.

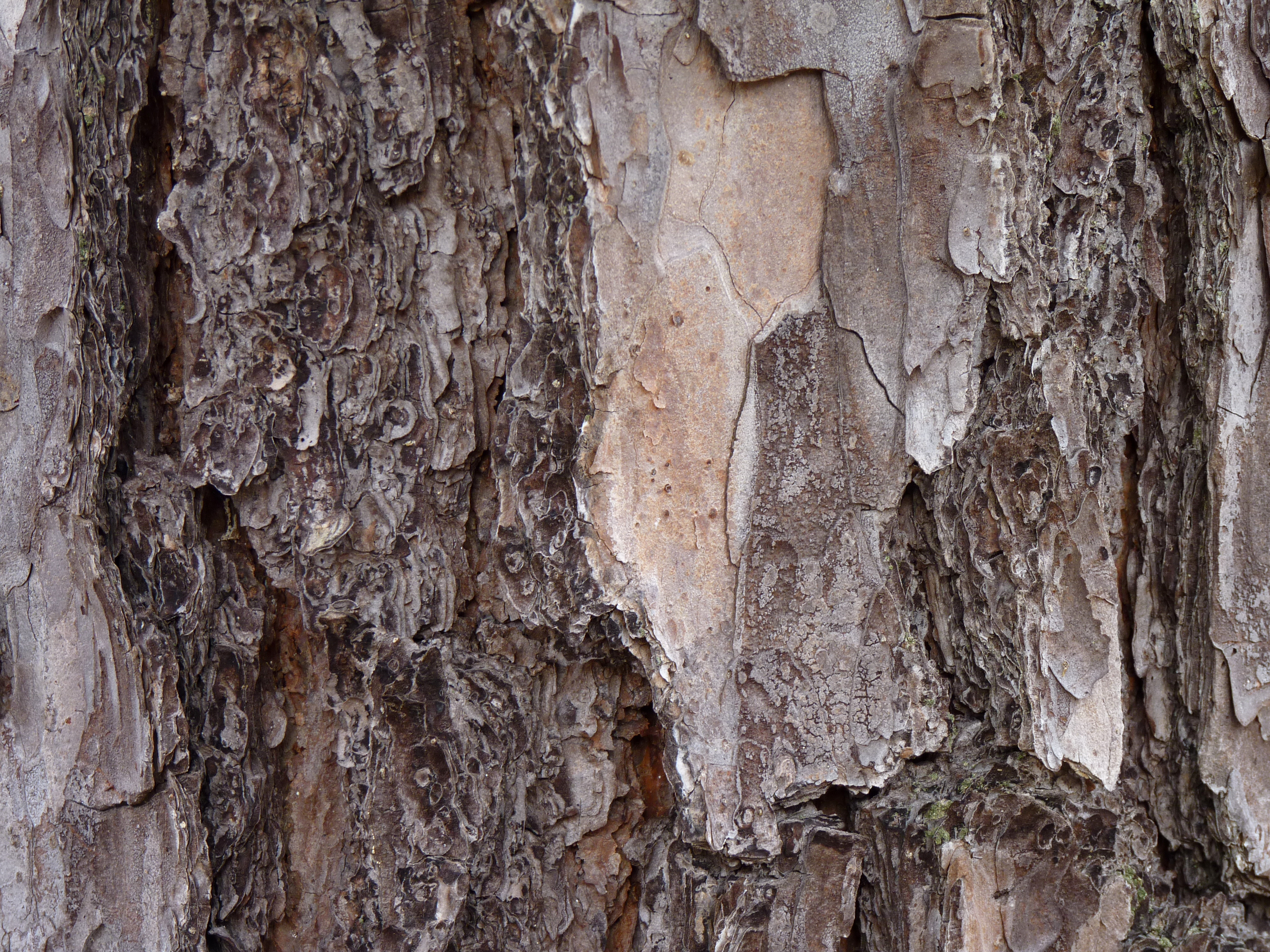
Borke
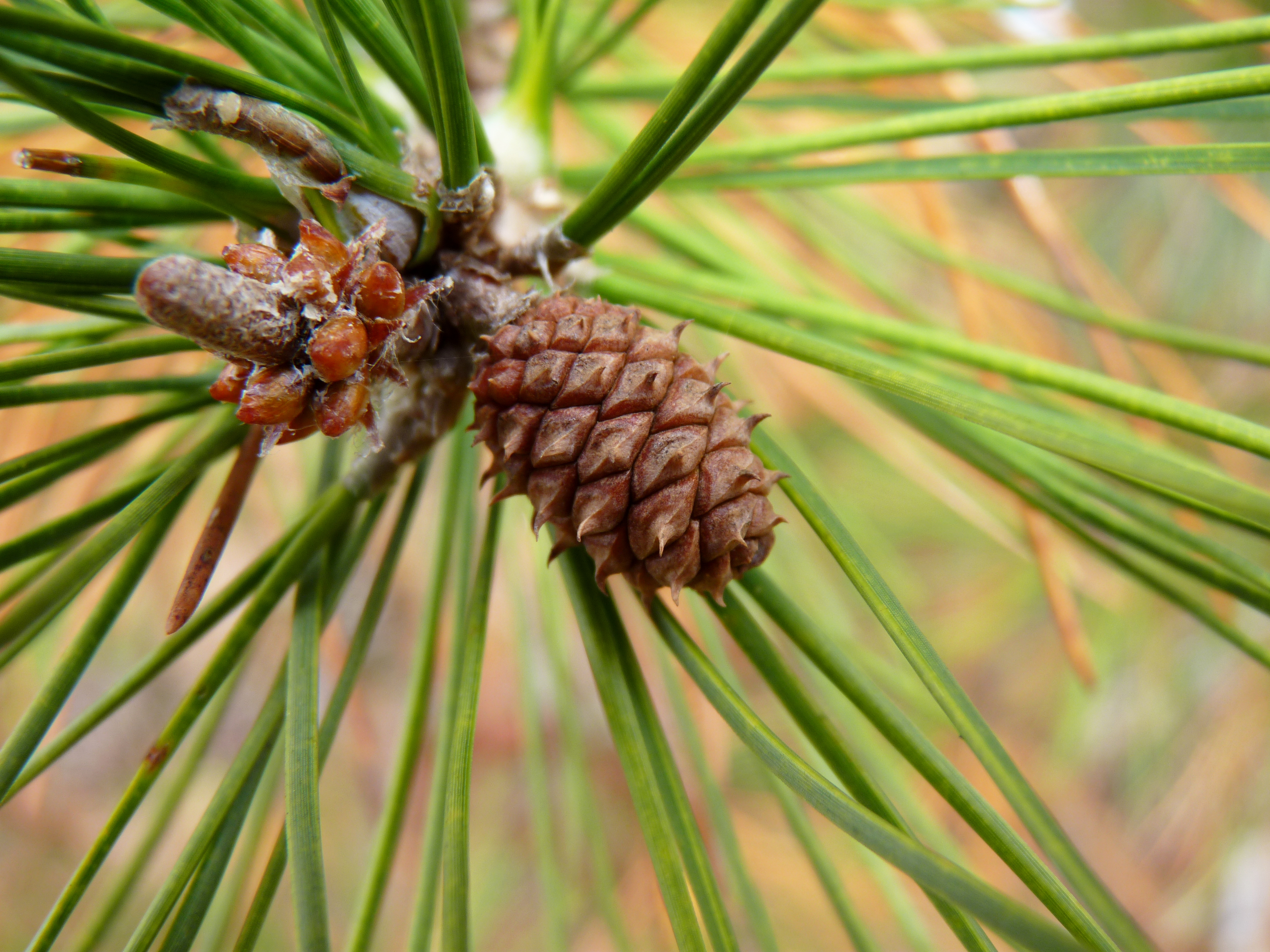
Zweig mit Nadeln und jungen Samenzapfen
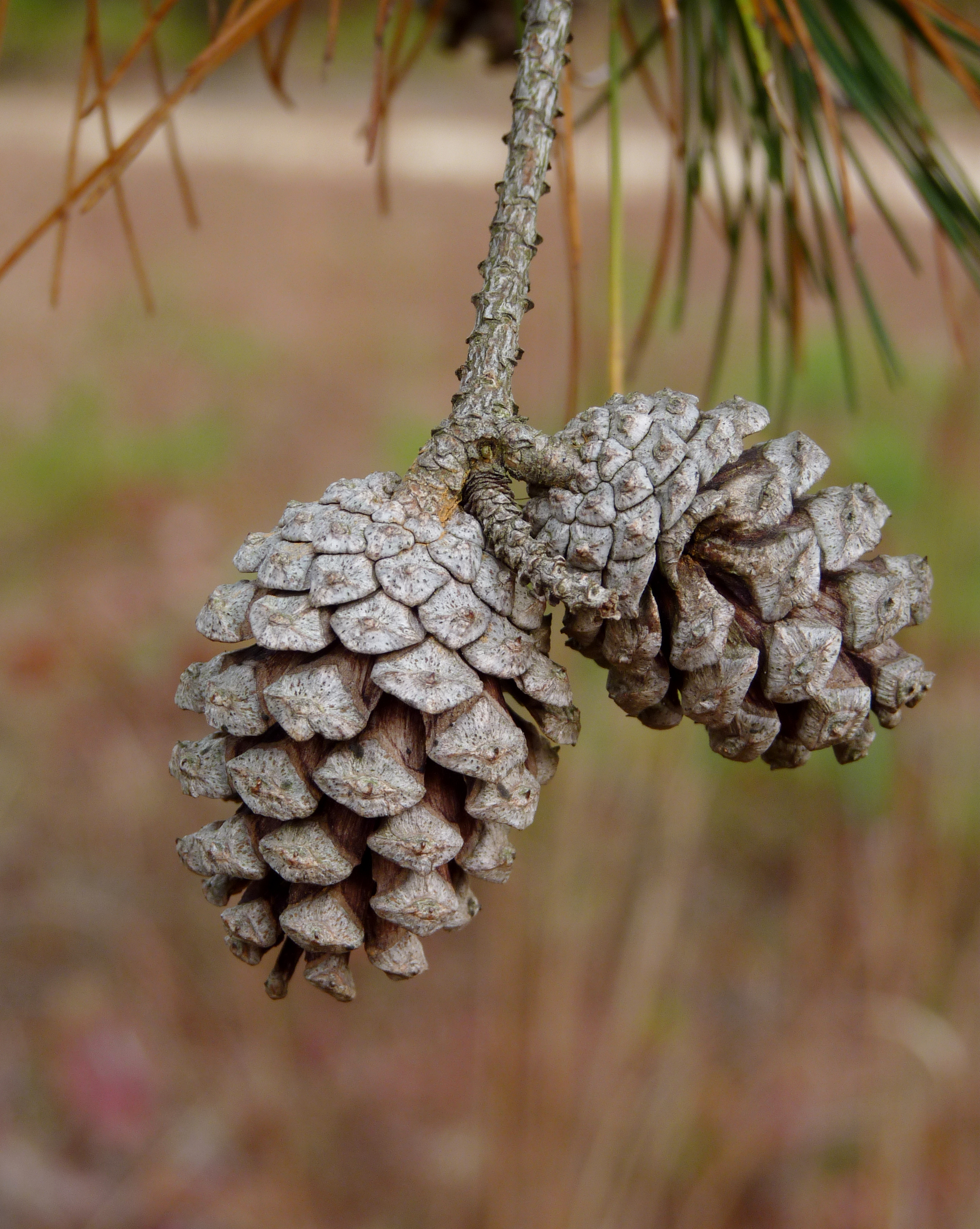
Samenzapfen

## Entwicklung
Pinus echinata bildet meist erst nach etwa 20 Jahren Samen, obwohl auch schon auf fünfjährige Exemplare männliche und weibliche Zapfen beobachtet wurden. Größere Mengen von Samen werden erst von Bäumen mit Stammdurchmessern von zumindest 30 Zentimetern gebildet. Die Samenabgabe beginnt Ende Oktober oder Anfang November, wobei je Zapfen 25 bis 38 Samen gebildet werden. 70 Prozent der Samen werden im ersten Monat, 90 Prozent nach zwei Monaten freigesetzt. Die Sämlinge keimen epigäisch, nachdem die Samen am Boden überwintern konnten. Es gibt Hinweise, dass ein Teil der Samen erst nach dem zweiten Winter zu keinen beginnt, doch gibt es dafür keine Bestätigung. Junge Pflanzen können am Beginn ihrer Entwicklung eine Pfahlwurzel bilden, doch werden aufgrund der Bodenverhältnisse meist nur seitliche Wurzeln gebildet, die dann knapp unter der Oberfläche verlaufen. Junge Bäume haben ein jährliches Höhenwachstum von 30 bis 90 Zentimetern.

## Verbreitung, Ökologie und Gefährdung

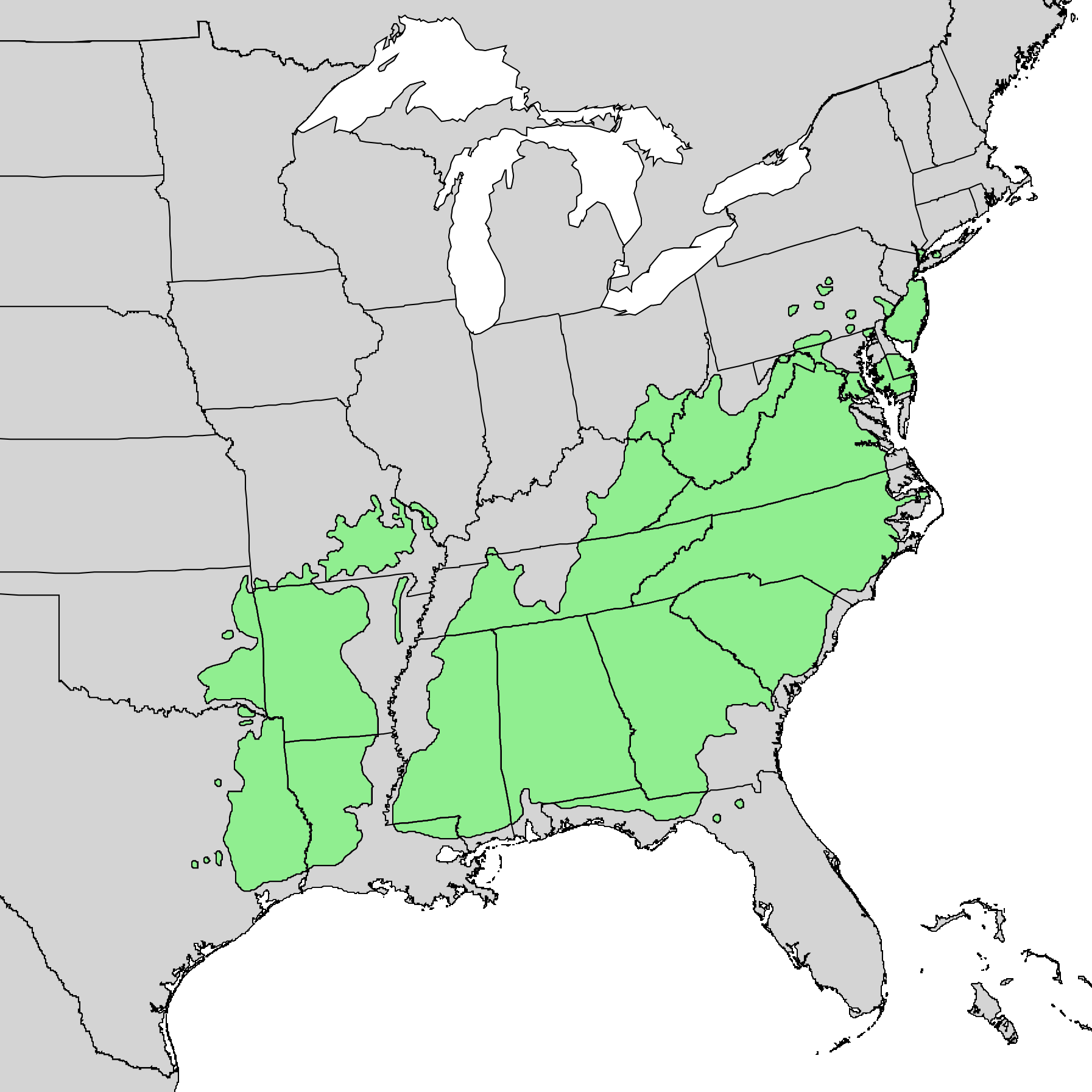
Natürliches Verbreitungsgebiet

Das natürliche Verbreitungsgebiet von Pinus echinata liegt im Osten und Südosten der Vereinigten Staaten und erstreckt sich über 22 Bundesstaaten von New York und Illinois bis in den Osten von Texas und nach Florida. Außerhalb des natürlichen Verbreitungsgebiets wird sie in China forstwirtschaftlich genutzt. Die Art wächst in ihrer natürlichen Umgebung im Tiefland in Höhen von 150 Metern bis zu den Gebirgsausläufern der Appalachen in etwa 600 Metern Höhe. Sie fehlt jedoch im Tal und dem Mündungsgebiet des Mississippi und entlang eines schmalen bis teilweise auch breiten Streifens entlang des Golfs von Mexiko und des Atlantischen Ozeans und im größten Teil von Florida. Die nördliche Grenze des Verbreitungsgebietes wird durch eine mittlere Jahrestemperatur von 10° Celsius bestimmt, die südliche Grenze durch eine Niederschlagsmenge von etwa 1000 Millimeter, die mehr oder weniger gleichmäßig über das Jahr verteilt ist. Sie wächst auf einer Vielzahl verschiedener Bodentypen, die jedoch meist eine gewisse Wasserspeicherfähigkeit, sandig-lehmige oder schlickig-lehmige Beschaffenheit und eine gute Entwässerung aufweisen. Pinus echinata bildet manchmal Reinbestände, wird jedoch meist durch Laubbäume wie beispielsweise Eichen (Quercus) begleitet. In Gebieten mit nur dünner Bodendecke fehlen die Laubbäume und die Art wächst zusammen mit anderen Nadelbäumen. Man findet sie auch zusammen mit Pinus taeda, die ein ähnliches Verbreitungsgebiet hat, aber meist auf feuchteren Böden vorkommt. Das Verbreitungsgebiet wird der Winterhärtezone 8 zugeordnet mit mittleren jährlichen Minimaltemperaturen von −12,2 ° bis −6,7 °Celsius (10 bis 20 °Fahrenheit).
In der Roten Liste der IUCN wird Pinus echinata als nicht gefährdet („Lower Risk/least concern“) eingestuft. Es wird jedoch darauf hingewiesen, dass eine Neubeurteilung notwendig ist.

## Systematik und Forschungsgeschichte
Pinus echinata ist eine Art aus der Gattung der Kiefern (Pinus), in der sie der Untergattung Pinus, Sektion Trifoliae und Untersektion Australes zugeordnet ist. Sie wurde 1768 von Philip Miller erstmals wissenschaftlich beschrieben. Der Gattungsname Pinus wurde schon von den Römern für mehrere Kiefernarten verwendet. Das Artepitheton echinata stammt aus dem Lateinischen, verweist auf den Igel und bedeutet so viel wie „stachelig“. Es ist jedoch unklar, welche Teile der Pflanze Philip Miller damit gemeint hat. Synonyme der Art sind Pinus lutea Lodd. ex Gordon, Pinus mitis Michx., Pinus royleana Jameson ex Lindl., Pinus squarrosa Walter, Pinus taeda var. echinata (Mill.) Castigl., Pinus taeda var. variabilis Aiton, Pinus variabilis (Aiton) Lamb. und Pinus virginiana var. echinata (Mill.) Du Roi.
Die Art bildet natürliche Hybride mit Pinus taeda und Pinus rigida. Kreuzungsversuche mit Pinus elliottii, Pinus pungens und Pinus palustris waren erfolgreich.

## Verwendung
Pinus echinata ist im Südosten der Vereinigten Staaten sowohl aus natürlichen Beständen als auch aus forstwirtschaftlichen Plantagen ein wichtiger Holzlieferant. Das Holz hat eine hohe Qualität, ein orangefarbenes bis gelblichbraunes Kernholz und creme-gelbes Splintholz. Es wird zur Herstellung von Bahnschwellen, als Bauholz, für Paneele, Möbel, Sperrholz und Zellstoff für die Papierindustrie verwendet. Das Holz aus forstwirtschaftlichen Plantagen wird meist zur Herstellung von Papier genutzt.
Die Bäume werden auch als Abgrenzung und Schutz von Wohngebieten gegen Autobahnen gepflanzt. Sonst hat die Art kaum gärtnerische Bedeutung.